# El Puerto (Panama)
Pour les articles homonymes, voir El Puerto.
El Puerto est un corregimiento situé dans le district de Remedios, province de Chiriquí, au Panama. En 2010, la localité comptait 720 habitants.